# サウンド・オブ・シルバー
『サウンド・オブ・シルバー』(Sound of Silver)は、アメリカのダンス・パンクバンドのLCDサウンドシステムが2007年に発表した2枚目のスタジオ・アルバム。本作は第50回グラミー賞最優秀エレクトリック/ダンス・アルバム賞にノミネートされた。NMEが選ぶオールタイム・ベストアルバム500にて第49位。

## 概要
2006年、LCDサウンドシステム(LCD Soundsystem)を率いるジェームス・マーフィー(James Murphy)はマサチューセッツのLongview Farms Studioでアルバムの製作を行なった。スタジオは壁などをシルバー一色に装飾して、環境から影響を受ける状態にしていたという。マスタリングはイギリスのアビー・ロード・スタジオで行なわれた。2007年3月12日、2枚目のスタジオアルバム『サウンド・オブ・シルバー』をリリース。全英アルバムチャートで28位、全米アルバムチャートで46位を記録する。このアルバムではポスト・パンクに飽き足らずデヴィッド・ボウイやクラウトロックなど多様な音楽から参照点を見つけ出し、自身で築き上げたダンス・パンク(ディスコ・パンク)サウンドをさらに上の次元に引き上げることに成功する。このアルバムからは「North American Scum」「All My Friends」「Someone Great」「Time To Get Away」の4曲がシングルカットされた。特に「オール・マイ・フレンズ」は多くの音楽メディアが2000年代のベストトラックのリストに選出するなど高く評価された。また「Someone Great」はピッチフォークの2000年代のベストトラックのリストで22位、Resident Advisorで41位に選ばれている
。

## 評価
本作は第50回グラミー賞最優秀エレクトリック/ダンス・アルバム賞にノミネートされたほか、多くの音楽メディアが2000年代の名盤の一つとして紹介している。
| 年     | 発表元           | 部門                                     | 順位  |
| ------ | ---------------- | ---------------------------------------- | ----- |
| 2007年 | A.V. Club        | Best Albums of 2007                      | 4位   |
| 2007年 | Drowned In Sound | Top 50 Albums of 2007                    | 1位   |
| 2007年 | Guardian         | Readers' Poll : Best Albums of 2007      | 1位   |
| 2007年 | NME              | 50 Best Albums of 2007                   | 11位  |
| 2007年 | Pitchfork Media  | Top 50 Albums of 2007                    | 2位   |
| 2007年 | Rolling Stone    | Top 50 Albums of 2007                    | 7位   |
| 2007年 | Resident Advisor | Top 10 albums of 2007                    | 5位   |
| 2007年 | Uncut            | Best Albums of 2007                      | 1位   |
| 2009年 | NME              | Top 100 Albums of the 2000s              | 12位  |
| 2009年 | Pitchfork Media  | The Top 200 Albums of the 2000s          | 17位  |
| 2009年 | Resident Advisor | Top 100 Albums of the 2000s              | 23位  |
| 2009年 | Rolling Stone    | 100 Best Albums of the 2000s             | 12位  |
| 2011年 | Pitchfork Media  | The People's List - Top Albums 1996-2011 | 11位  |
| 2012年 | Rolling Stone    | 500 Greatest Albums of All Time          | 395位 |
| 2013年 | NME              | The 500 Greatest Albums Of All Time      | 49位  |

## 収録曲
1. "Get Innocuous!" – 7:11
2. "Time To Get Away" – 4:11
3. "North American Scum" – 5:25
4. "Someone Great" – 6:25
5. "All My Friends" – 7:37
6. "Us V Them" – 8:29
7. "Watch The Tapes" – 3:55
8. "Sound Of Silver" – 7:07
9. "New York, I Love You But You're Bringing Me Down" – 5:35